# Rincón del Pino
Pour les articles homonymes, voir Rincón.
Rincón del Pino est une ville de l'Uruguay située dans le département de San José. Sa population est de 174 habitants.

## Infrastructure
La route 1 est important dans cette ville.

## Population
| Année | Population |
| ----- | ---------- |
| 1963  | -          |
| 1975  | -          |
| 1985  | 159        |
| 1996  | 187        |
| 2004  | 174        |

Référence,: